# Silvio Pellegrini
Silvio Pellegrini (Livorno, 16 de diciembre de 1900 - Pisa, 1972), romanista e hispanista italiano.
De padre abrucés y madre véneta, frecuentó la Universidad de Turín, donde conoció a Matteo Bartoli, con quien colaboró en el Archivio Glottologico Italiano y que le inculcará un gran interés por la dialectología y la lingüística, que podrá desarrollar tras la guerra. También frecuentó un grupo de amigos entre los que se encontraban Mario Soldati, Mario Bonfantini, Enrico Emanuelli, Franco Antonicelli y Giacomo Ca’ Zorzi, con quien colaboraría en la Gazzetta del Nord que dirigía. También estuvo en el grupo de «La libra», la revista novaresa de breve vida (noviembre de 1928 - junio de 1930). Pasó un largo periodo de lectorado en Heidelberg (1925-1939) antes de la guerra: de esa época son sus Quadretti di viaggio, en los que se define como uomo senza filosofia, hombre sin filosofía. Conoció por entonces a Cesare De Lollis, su verdadero maestro elegido en los estudios de la primera lírica hispanolusitana; tras el periodo alemán, obtuvo en diciembre de 1939 la cátedra de Filología Románica de la Universidad de Pisa, que ocupó sin apenas interrupción (salvo dos años en la Facultad de Letras de Bolonia) hasta su jubilación un año antes de su muerte, 1971 periodo en que se ocupó en dirigir el Istituto di filologia romanza, presidir la Facultad de Letras durante diez años, participar en el Consejo de Administración etcétera. Fue socio correspondiente de la Academia de los Arcades de Roma, correspondiente de la Accademia delle Scienze de Bolonia, socio de la Accademia di scienze e lettere “La Colombaria”, miembro del Consiglio superiore della Pubblica Istruzione etcétera. En 1953 fundó la revista de filología románica Studi mediolatini e volgari, fundamental en estos estudios en Italia junto a la Filologia romanza dirigida por otro hispanista, Salvatore Battaglia.
Estudió la literatura provenzal (editó el anónimo Planto en la muerte de Roberto de Anjou y compuso un fundamental ensayo sobre la metáfora del vasallaje de amor en los trovadores), sin contar sus contribuciones al conocimiento de Jaufré Rudel y Marcabrú. También estudió la literatura italiana (Saggi di filologia italiana, 1962). Fue ante todo medievalista, y en el terreno de la antigua literatura francesa estudió el Roland de Oxford, que tradujo, y escribió Saggi rolandiani e trobadorici, 1964), sosteniendo puntos de vista diversos sobre el Neotradicionalismo de Ramón Menéndez Pidal. Al campo de la hispanística aportó un Repertorio bibliografico della prima lírica portoghese (1939) y sus Studi su trove e trovatori della prima lírica ispano-portoghese (1959), estudió El celoso extremeño de Cervantes y tradujo sus Novelas ejemplares en colaboración con A. Martinengo; fruto de estos estudios fue su ensayo L’unità del don Chisciotte. Tradujo también Platero y yo de Juan Ramón Jiménez. Su archivo y libros pasaron a la Universidad de Pisa.
- Datos: Q6128671